# Urbanus dorantes
Urbanus dorantes là một loài bướm ngày thuộc họ Hesperiidae. Nó được tìm thấy ở Argentina, phía bắc through Trung Mỹ, México, and the West Indies to miền nam Texas and peninsular Florida. Strays can be found as far phía bắc as miền bắc California, miền nam Arizona, miền nam Missouri and miền nam Georgia.

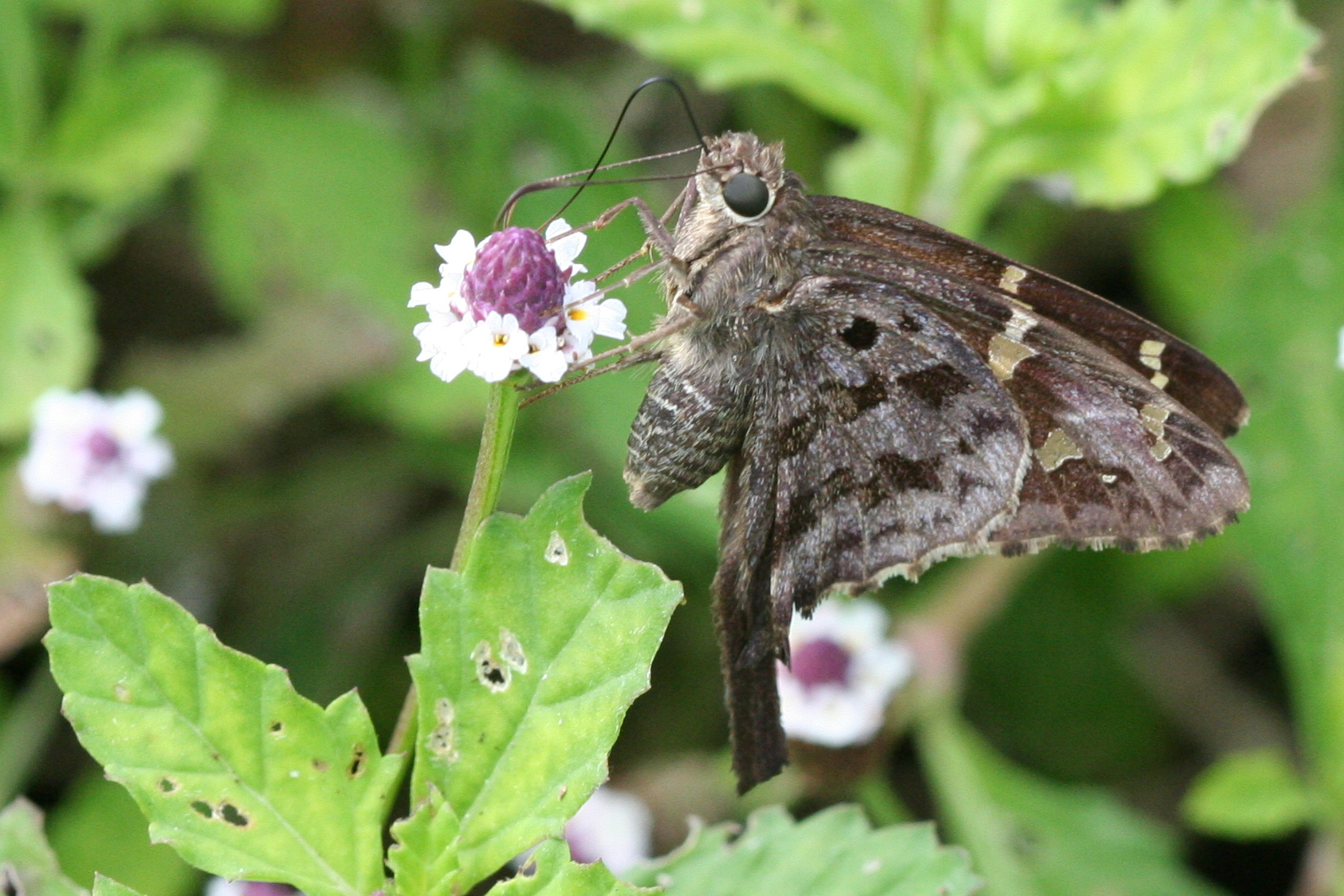

Sải cánh dài 37–51 mm. There are three to four generations throughout the year in miền nam Florida and miền nam Texas.
Ấu trùng ăn various legumes, bao gồm wild and cultivated Phaseolus species, Desmodium and blue peas Clitoria. Adults feed on flower nectar from various plants, bao gồm shepherd's needle, lantana, trilisa, ironweed and bougainvillea.

## Phân loài
- Urbanus dorantes dorantes (Texas, Mexico, Surinam, Brazil, Colombia, Venezuela)
- Urbanus dorantes santiago (Brazil, Jamaica, Haiti, Venezuela, Cuba, Grenada)
- Urbanus dorantes obscurus (Guadeloupe, Dominica, Martinique, Saba, Antigua, Grenada, Barbados)
- Urbanus dorantes galapagensis (Galapagos)
- Urbanus dorantes calafia (Mexico (Baja California))
- Urbanus dorantes cramptoni (Antilles, Puerto Rico)

## Hình ảnh

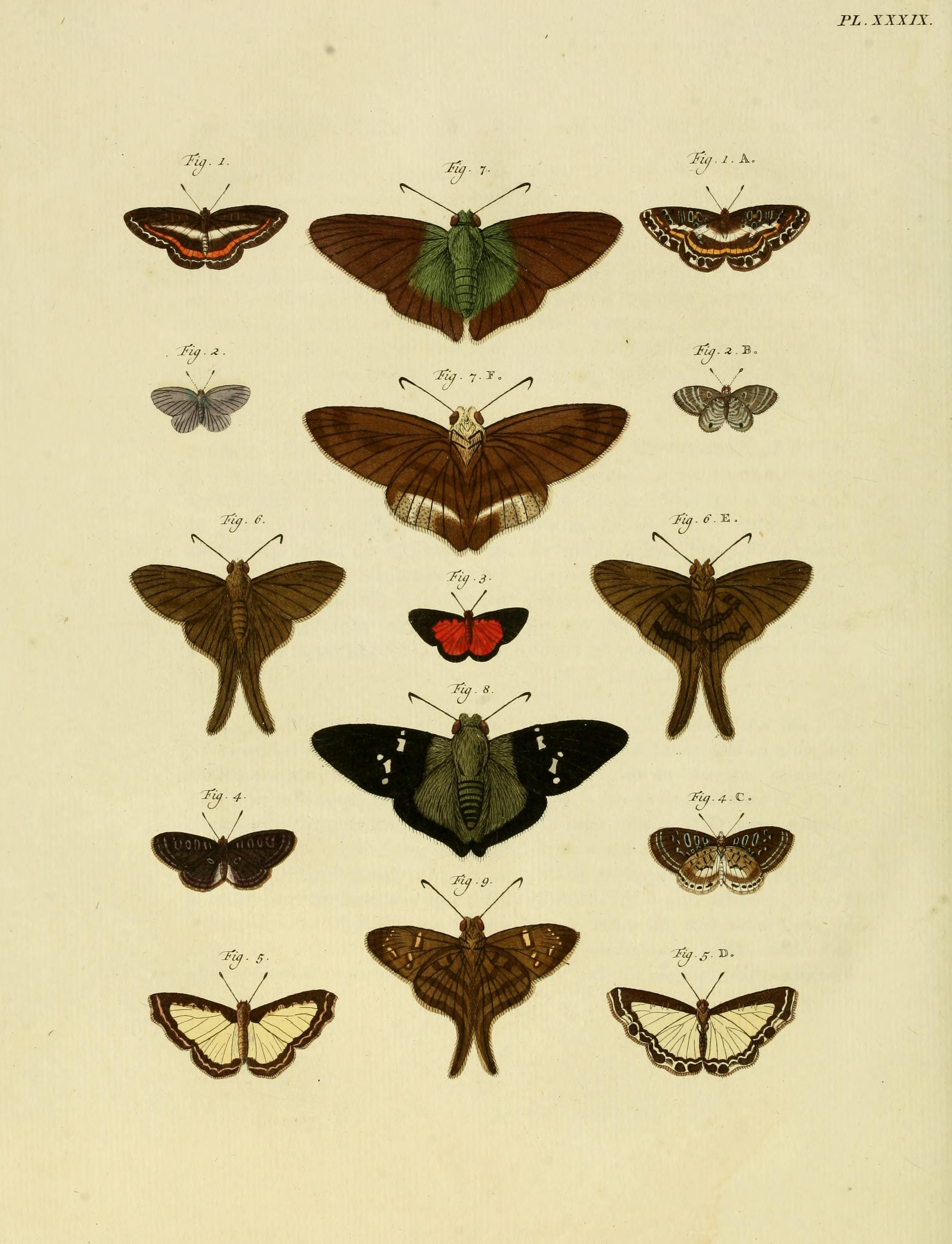
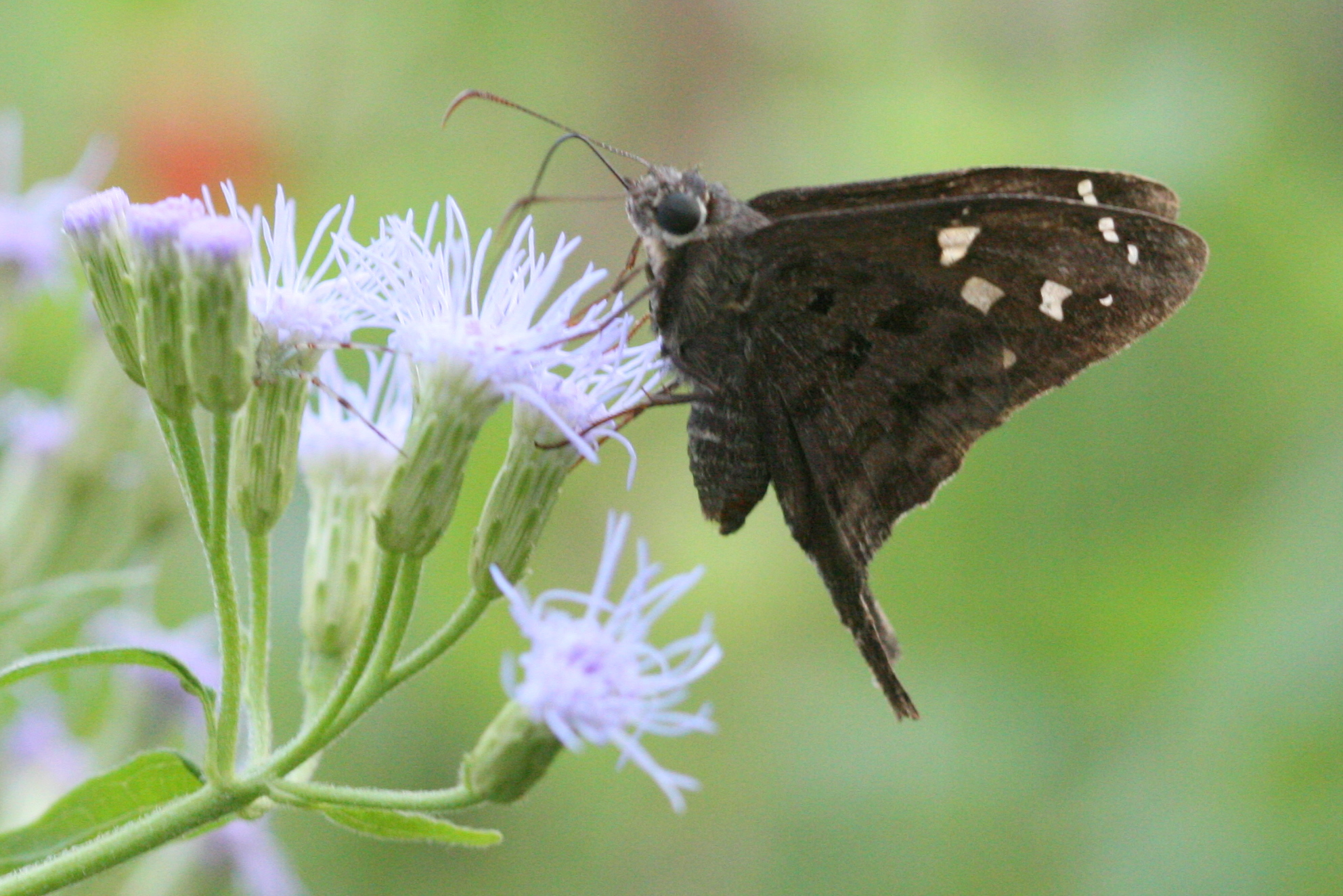
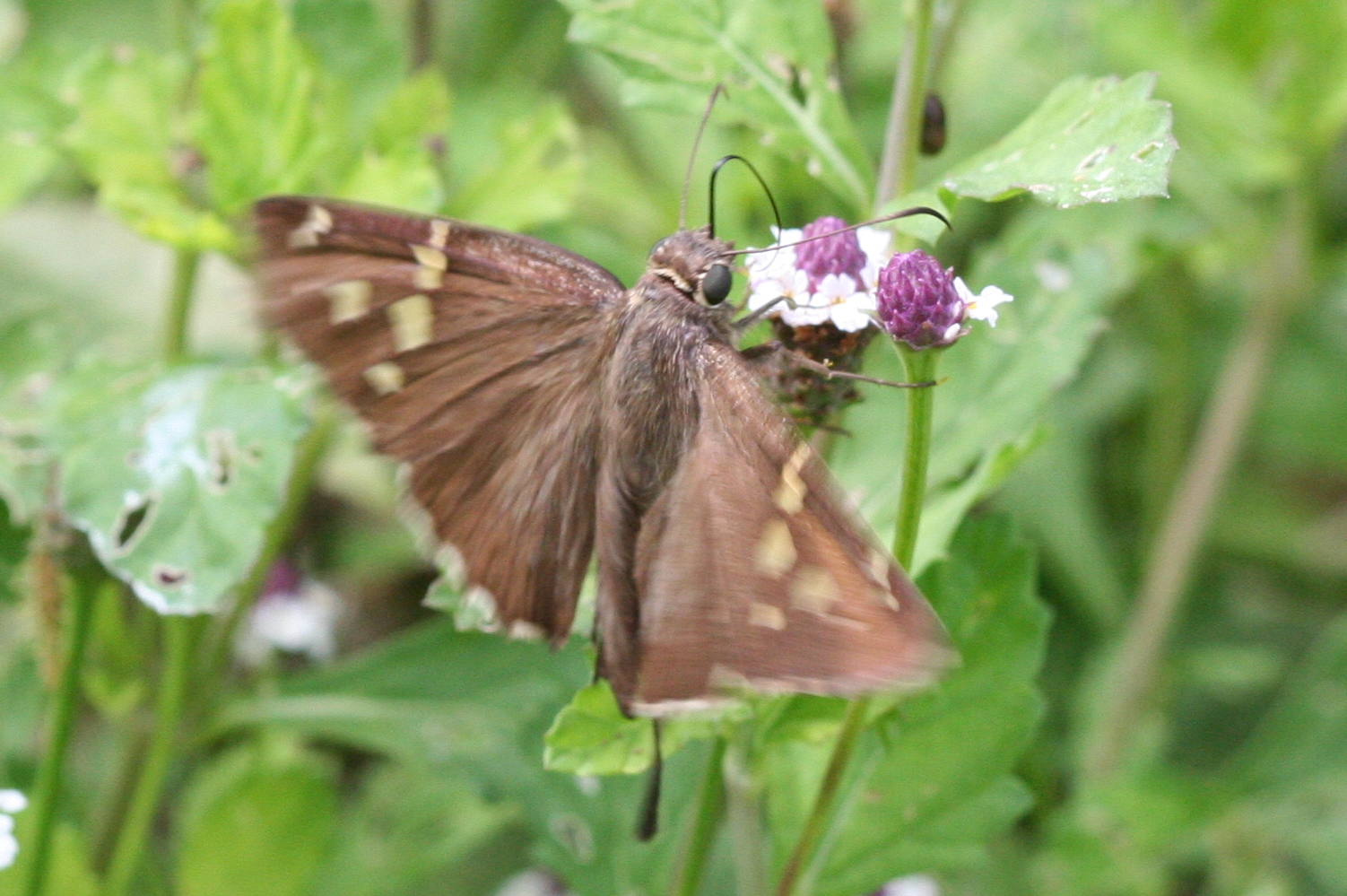